# Зелени витез (филм)
Зелени витез (енгл. The Green Knight) је епски фантастично-авантуристички филм из 2021. године, режисера, сценаристе, ко-продуцента и монтажера Дејвида Лоуерија, заснован на средњовековној песми Сер Гавејн и Зелени витез. Главну улогу у филму тумачи Дев Пател као Гавејн, који креће на пут да докаже своју храброст и суочи се са Зеленим витезом. У споредним улогама су Алисија Викандер, Џоел Еџертон, Сарита Чадхури, Шон Харис и Ралф Ајнесон.
Филм је у америчким биоскопима објављен 30. јула 2021. и наишао је на позитивне реакције критичара, који су нарочито похвалили фотографију, музику, глуму, сценографију, режију и сценарио. Зарадио је скоро 19 милиона долара широм света, у односу на буџет од 15 милиона долара.

## Радња
На божићно јутро, Гавејна у јавној кући буди његова љубавница, жена простог порекла по имену Есел. Он се враћа на краљев двор, где га мајка грди. Гавејн присуствује гозби за Округлим столом са својим ујаком, краљем, који га позива да седне с његове десне стране иако тек треба да стекне причу коју би испричао о себи, као знак да је постао прави витез. На другом месту, у кули, Гавејнова мајка изводи магијски обред којим призива мистериозног Зеленог витеза. Он упада на краљев двор и изјављује да ће сваки витез који му зада ударац добити његову зелену секиру, али да ће морати да отпутује у Зелену капелу и заузврат прими једнак ударац следећег Божића. Гавејн прихвата изазов. Зелени витез ни не покушава да се одбрани, а Гавејн га обезглављује краљевим мачем. Витез устаје, узима своју одсечену главу, понавља Гавејну да мора да испоштује договор и одлази.
Гавејн живи на причи о свом делу и ужива целе године. Краљ га подсећа да се придржи свог дела изазова како се време приближава. Гавејн одлази на коњу ка Зеленој капели. Узима зелену секиру и носи зелени појас који му је дала мајка. Она каже да све док га носи, неће бити повређен. На свом путовању он прелази бојно поље препуно мртвих ратника, где упознаје младог пљачкаша. Младић упућује Гавејна на поток који води до Зелене капеле и тражи да му плати за ову информацију. Гавејн му баца само један новчић. Убрзо након тога, младић са двоје саучесника хвата Гавејна у заседи и краде његову секиру, појас и коња, остављајући Гавејна везаног. Након што је халуцинирао сопствену смрт, он пузи до свог мача и користи га да се ослободи пре него што крене у потеру за лоповима. Када падне ноћ, Гавејн стиже у напуштену колибу и заспи у кревету. Пробуди га млада жена по имену Винифред, која га замоли да врати нешто што је изгубила из оближњег извора. Пита је шта ће добити заузврат, али не добија одговор. Он проналази њену лобању и враћа је остатку скелета; следећег јутра открива да му је секира враћена.
Гавејн се спријатељи са лисицом која га прати на његовом путовању и они наилазе на групу дивова. Стижу до замка у којем живи један лорд, који га обавештава да је Зелена капела у близини и позива Гавејна да остане до Божића. Лордова супруга личи на Есел; она чини заводљиве потезе према Гавејну и током једног од ових покушаја краде његов знак од Есел. Лорд и Гавејн се слажу да ће лорд заменити све што улови једног дана за оно што Гавејн добије у замку. Следећег јутра, госпа поклања Гавејну заштитни зелени појас, за који тврди да га је сама направила. У замену за појас, Гавејн јој дозвољава да самозадовољи, али том приликом прља појас. Гавејн журно бежи из замка, али у шуми наилази на лорда, који му даје пољубац. Лорд открива да је уловио Гавејнову лисицу и враћа му је, али му Гавејн не нуди појас. Гавејн стиже до потока где чека чамац. Лисица разговара са Гавејном молећи га да се врати. Он отера лисицу и одлази чамцем до капеле, где Зелени витез хибернира. Гавејн чека целу ноћ, а Зелени витез се буди на божићно јутро.
Зелени витез замахује секиром и Гавејн се лецне. Гавејн поново клечи да би добио ударац, али у последњем тренутку бежи. Он замишља себе како бежи назад на краљев двор и постаје краљ након смрти свог ујака. Есел му рађа сина, али је Гавејн напушта, узима дете и уместо ње се удаје за племкињу. Његов син постаје пунолетан и гине у борби. Много година касније, Гавејн је постао огорчени краљ чији је замак под опсадом, а његова породица га је напустила. Скида зелени појас, који је све време носио, и глава му пада са рамена.
Назад у садашњости у Зеленој капели, Гавејн клечи и скида појас, и говори Зеленом витезу да је спреман. Витез хвали Гавејна за његову храброст. Затим нежно прелази прстом преко Гавејновог врата и каже: „Now, off, with your head”, љубазно се смешећи.
У сцени после одјавне шпице, девојчица узима Гавејнову круну и заиграно је ставља на своју главу.

## Улоге
| Глумац           | Улога           |
| ---------------- | --------------- |
| Дев Пател        | Гавејн          |
| Алисија Викандер | Есел            |
| Алисија Викандер | Госпа           |
| Џоел Еџертон     | Лорд            |
| Сарита Чадхури   | Моргана ле Феј  |
| Шон Харис        | Краљ Артур      |
| Ралф Ајнесон     | Зелени витез    |
| Бари Киоган      | Пљачкаш         |
| Ерин Келиман     | Винифред        |
| Кејт Дики        | Краљица Гиневра |